# Нађкало
Нађкало (мађ. Nagykálló) град је у Мађарској. Нађкало је један од важнијих градова у оквиру жупаније Саболч-Сатмар-Берег.
Нађкало је имао 10.064 становника према подацима из 2009. године.

## Географија
Град Нађкало се налази у источном делу Мађарске. Од престонице Будимпеште град је удаљен око 240 километара источно. Град се налази у североисточном делу Панонске низије. Надморска висина града је око 120 метара.

## Партнерски градови
- Мецинген